# Устинова, Татьяна Витальевна
Татья́на Вита́льевна Усти́нова (урождённая Курале́сина; род. 21 апреля 1968, Кратово, Московская область) — российский писатель-прозаик, автор детективных романов, сценаристка, переводчица и телеведущая.

## Биография

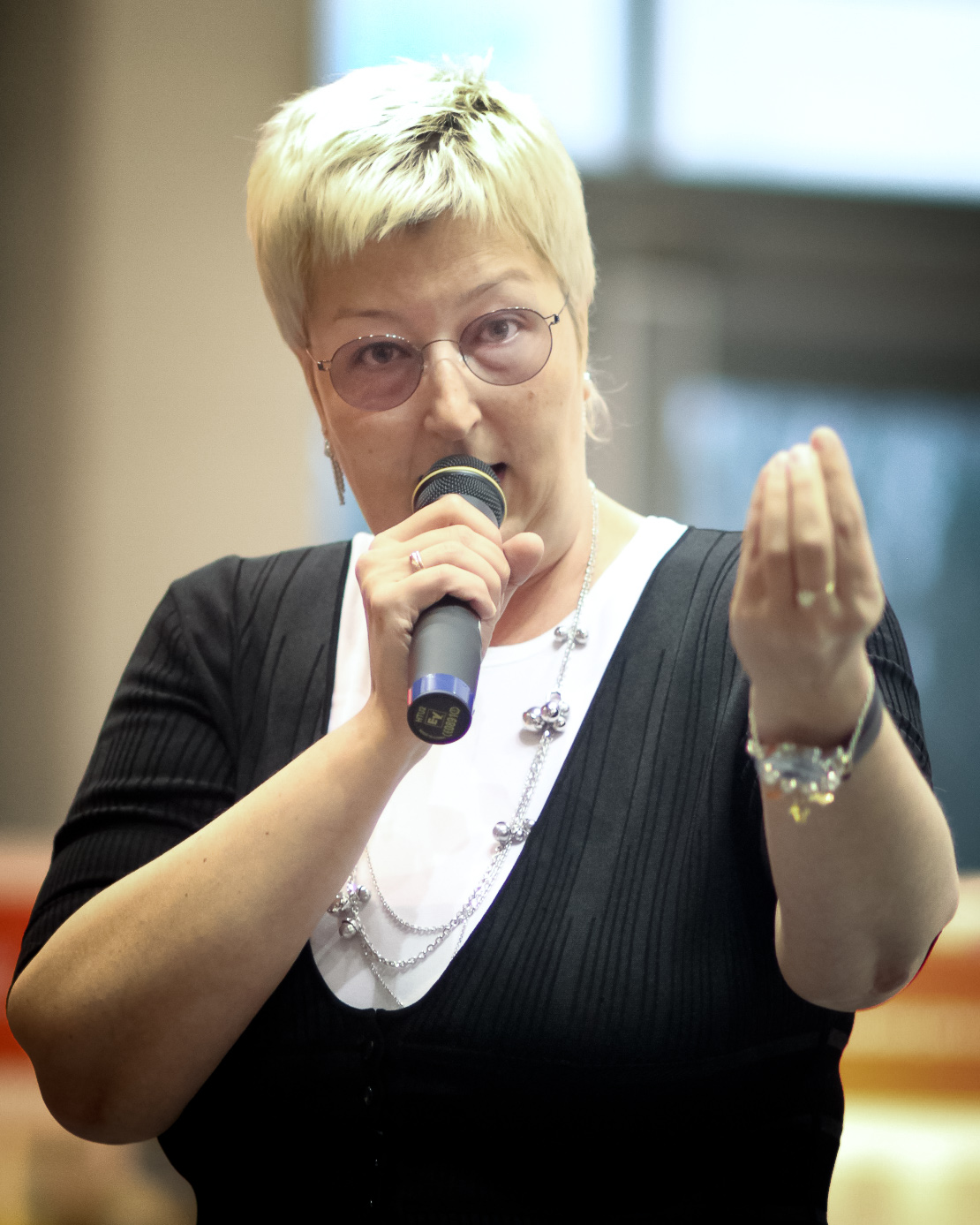
Татьяна Устинова на Московской международной книжной выставке-ярмарке (ММКВЯ). 11 сентября 2011 года.

Татьяна Куралесина (после замужества — Устинова) родилась 21 апреля 1968 года в посёлке Кратово Раменского района Московской области, в семье авиационных инженеров. Отец — Виталий Алексеевич Куралесин. Мать — Людмила Михайловна Куралесина (урождённая Котельникова; род 7 мая). Прабабушка — Акулина Михайловна. У Татьяны была младшая сестра Инна.
В дошкольном возрасте Татьяна уже могла пересказать сюжет любого художественного произведения Льва Толстого, Фёдора Достоевского, Александра Дюма. В семь лет девочка пошла в школу с лингвистическим уклоном. Со временем определился круг её интересов — история и литература, которые привила ей мама, Людмила Михайловна. Но, окончив десятилетку, девушка по просьбе бабушки поступила в МФТИ.
Среднее общее образование получила в английской спецшколе. Училась на факультете аэромеханики и летательной техники Московского физико-технического института (МФТИ). Как утверждается в СМИ, в 1991 году окончила его, однако, в списках выпускников её фамилия (ни Куралесина, ни Устинова) не значится. По её собственному признанию, она окончила только три курса.
Позже работала на телевидении и радио, в ВГТРК: переводила американские программы «60 минут», «Спасение 911», «Познер и Донахью». В 1997 году была редактором программ телеканала «ОРТ» «Москва-Кремль» и «Из первых рук», работала в программах «Человек и закон» и «Здоровье». Позже, с 2004 по 2009 годы, была соведущей Павла Астахова в программе «Час суда» на телеканале «РЕН ТВ», вела программы «Живой детектив» на «Радио России» и «Главная тема» на радио «Шансон».
С 1993 по 1996 годы трудилась в пресс-службе администрации Президента России Бориса Ельцина. В 1998 году некоторое время работала PR-менеджером в Торгово-промышленной палате России, после увольнения откуда по сокращению штатов начала свою писательскую деятельность.
В 1999 году Татьяна Устинова написала свой первый детективный роман «Гроза над морем» («АСТ») (другое название — «Персональный ангел» («Эксмо»)), который сразу же разошёлся большим тиражом. Благодаря успешному дебюту писательницы, издательство «Эксмо» заключило с Устиновой долгосрочный контракт. Вслед за первым романом в печать вышли книги «Хроника гнусных времён», «Пороки и их поклонники», «Развод и девичья фамилия».
В 2003 годы были выпущены ещё восемь детективов Устиновой, среди которых наибольшей популярностью пользовались «Мой личный враг», «Большое зло и мелкие пакости», «Близкие люди», «Одна тень на двоих». Герои книг Татьяны Устиновой узнаваемы, их проблемы близки большому кругу читателей.
Для героев некоторых романов писательница выбирает узнаваемые прототипы. Образ телеведущей Арины Шараповой угадывается в детективе «Богиня прайм-тайма», черты пионера российского веб-дизайна Артемия Лебедева схожи с портретом героя книги «Запасной инстинкт». Познакомившись с бывшим вице-губернатором Красноярского края Людмилой Селивановой, Татьяна Устинова под впечатлением от её личности создала произведение «Первое правило королевы».
В 2004 году стала лауреатом российской национальной телевизионной премии «ТЭФИ» в номинации «Сценарист телевизионного художественного фильма/сериала» за сценарий к телевизионному сериалу «Всегда говори „всегда“» (ГТК «Телеканал „Россия“»).
19 июля 2004 года участвовала вместе с российскими писательницами Татьяной Поляковой, Анной Литвиновой, Галиной Куликовой и Анной Михалёвой в телеигре «Русская рулетка» на Первом канале, где единственная из участниц вышла в финал и выиграла 28 тысяч рублей.
С 9 сентября 2007 по 8 февраля 2009 года — ведущая психологического ток-шоу «Жизнь как жизнь» на «Пятом канале» (Санкт-Петербург). С 19 июня по 25 декабря 2009 года вместе со Львом Лурье была ведущей исторического расследования «После смерти» на этом же канале.
В 2007—2008 годах — член Высшего совета российской политической партии «Гражданская сила».
В 2010 году в соавторстве с юристом и правозащитником Павлом Астаховым Татьяна Устинова создала мини-серию книг «Я — судья». Писательский тандем установился после того, как Павел и Татьяна несколько лет (2004—2009) проработали ведущими на судебном ток-шоу «Час суда» на телеканале «РЕН ТВ».
25 декабря 2010 года за роман «На одном дыхании!», ставший «самым продаваемым и захватывающим дух детективом 2010 года», Татьяне Устиновой присуждена литературная премия в области электронных книг в России «Электронная буква» в номинации «Детектив года». 7 февраля 2012 года Татьяна также стала лауреатом премии «Электронная буква» за 2011 год в номинации «Самая волнующая история любви» за роман «Неразрезанные страницы».
В художественном фильме «… в стиле JAZZ» (2010) режиссёра Станислава Говорухина, Татьяна Устинова сыграла камео — успешную писательницу Таню, бывшую жену главного героя Сергея. В эпизоде, в милиции, писательница Таня дарит милицейскому начальнику свою книгу на обложке которой написано «Татьяна Устинова».
Согласно результатам опроса Всероссийского центра изучения общественного мнения (ВЦИОМ), проведённого 24-25 декабря 2011 года, Татьяна Устинова заняла второе место (2 %) в рейтинге лучших писателей 2011 года после авторов детективов Бориса Акунина и Дарьи Донцовой, разделивших между собой первое место (по 3 % соответственно).
В 2014—2015 годах являлась членом большого жюри национальной литературной премии «Писатель года».
С марта 2015 года ведёт авторскую телевизионную программу «Мой герой» на телеканале «ТВ Центр». Гостями писательницы становятся известные актёры, политики, писатели, режиссёры и другие публичные лица. Татьяне Витальевне удаётся построить беседу так, что герой предстаёт с той стороны, которая наименее известна зрителю по многочисленным публикациям в прессе.
29 ноября 2018 года была гостем программы «Судьба человека» с Борисом Корчевниковым на телеканале «Россия-1».[значимость факта?]
7 декабря 2023 года стала лауреатом российской национальной телевизионной премии ТЭФИ в номинации «Дневное развлекательное ток-шоу» за выпуск программы «Мой герой» с Виктором Сухоруковым, обойдя «Давай поженимся» и «Видели видео?». 

### Личная жизнь
- Муж — Евгений Владимирович Устинов (род. 1962[2], Калининград[7]), инженер-физик, доктор физико-математических наук, учился в специализированной школе-интернате для одарённых детей в Ленинграде, выпускник факультета аэромеханики и летательной техники Московского физико-технического института (МФТИ) 1986 года, ленинский стипендиат[23][24][25]. Татьяна и Евгений познакомились во время учёбы в МФТИ. 7 ноября 1987 года он сделал ей предложение руки и сердца: «Я бы на тебе женился. Если бы… Если бы ты согласилась»[2]. Поженились в 1990 году[1][26][27].
  - Сын — Михаил Евгеньевич Устинов (род. 1991)[1][26][27].
  - Сын — Тимофей Евгеньевич Устинов (род. 2001)[1][26][27].

Живёт с самого рождения в посёлке Кратово Раменского района Московской области в доме, построенном в 1953 году её бабушкой, теперь уже — вместе со своей семьёй. Имеет загородный дом в посёлке Ильинка Московской области. Постоянно жила и ухаживала за домом сестра Устиновой Инна, а сама Татьяна приезжает сюда только на отдых.

### Общественная позиция
Татьяна Устинова приняла участие в пропагандировании вторжения России на Украину  .

## Прообразы персонажей
При создании своих персонажей Татьяна Устинова активно отталкивается от образов реальных людей, своих современников:
- «Богиня прайм-тайма» — прообразом главной героини романа послужила телеведущая Арина Шарапова[1][36].
- «Первое правило королевы» — прообразом главной героини романа является Людмила Селиванова, бывший вице-губернатор Красноярского края[1].
- «Запасной инстинкт» — прообразом главного героя романа является владелец фирмы веб-дизайна Артемий Лебедев[1].

## Экранизации произведений
- 2003—2004 — Всегда говори «всегда» (сезоны 1-3; автор сценария — Татьяна Устинова[37])
- 2004 — Параллельно любви (режиссёр — Дмитрий Дакович)
- 2005 — Близкие люди (режиссёр — Андрей Праченко)
- 2005 — Седьмое небо (режиссёр — Вячеслав Криштофович)
- 2005 — Развод и девичья фамилия (режиссёр — Андрей Праченко)
- 2005 — Богиня прайм-тайма (режиссёры — Сергей Попов, Владимир Крайнев)
- 2005 — Большое зло и мелкие пакости (режиссёр — Елена Жигаева)
- 2005 — Мой личный враг (режиссёр — Владимир Попков)
- 2005 — Миф об идеальном мужчине (режиссёр — Анатолий Матешко)
- 2005 — Одна тень на двоих (режиссёр — Алексей Козлов)
- 2005 — Подруга особого назначения (режиссёр — Анатолий Матешко)
- 2006 — Дом-фантом в приданое (режиссёр — Вячеслав Криштофович)
- 2006 — Запасной инстинкт (режиссёр — Наталия Беляускене)
- 2006 — Мой генерал (режиссёр — Юсуп Разыков)
- 2006 — Первое правило королевы (режиссёр — Вячеслав Криштофович)
- 2006 — Под Большой Медведицей (режиссёр — Наталья Родионова)
- 2006 — Пороки и их поклонники (режиссёр — Владимир Попков)
- 2006 — Саквояж со светлым будущим (режиссёр — Вячеслав Криштофович)
- 2008 — Гений пустого места (режиссёр — Анатолий Матешко)
- 2008 — Пять шагов по облакам (режиссёр — Игорь Штернберг)
- 2009 — Закон обратного волшебства (режиссёр — Иван Попов)
- 2013 — Сразу после сотворения мира (режиссёр — Александр Даруга)
- 2014 — На одном дыхании (режиссёр — Александр Соловьёв)
- 2014 — Хроника гнусных времён (режиссёр — Пётр Амелин)
- 2014 — С небес на землю (режиссёр — Пётр Амелин)
- 2015 — Неразрезанные страницы (режиссёр — Пётр Амелин)
- 2015 — Один день, одна ночь (режиссёр — Пётр Амелин)
- 2015 — Ковчег Марка (режиссёр — Игорь Нурисламов)
- 2015 — Чудны дела твои, Господи! (режиссёр — Пётр Амелин)
- 2016 — Опасные каникулы (режиссёр — Ольга Беляева)
- 2016 — Призрак уездного театра (режиссёр — Игорь Нурисламов)
- 2016 — Отель последней надежды (режиссёр — Пётр Амелин)
- 2016 — От первого до последнего слова (режиссёр — Игорь Нурисламов)
- 2016 — Вселенский заговор (режиссёр — Владимир Янковский)
- 2016 — Вечное свидание (режиссёр — Владимир Янковский)
- 2016 — Колодец забытых желаний (режиссёр — Пётр Амелин)
- 2017 — Жизнь, по слухам, одна! (режиссёр — Игорь Нурисламов)
- 2017 — Где-то на краю света (режиссёр — Пётр Амелин)
- 2017 — Ждите неожиданного (режиссёр — Игорь Нурисламов)
- 2018 — Селфи с судьбой (режиссёр — Пётр Амелин)
- 2019 — Звёзды и Лисы (режиссёр — Пётр Амелин)
- 2020 — Сто лет пути (режиссёр — Пётр Амелин)
- 2021 — Серьга Артемиды (режиссёр — Пётр Амелин)
- 2021 — Пояс Ориона (режиссёр — Пётр Амелин)
- 2021 — Персональный Ангел (режиссёр — Игорь Нурисламов)
- 2021 — Земное Притяжение (режиссёр — Пётр Амелин)
- 2022 — Камея из Ватикана (режиссёр — Пётр Амелин)
- 2022 — Судьба по книге перемен (режиссёр — Пётр Амелин)
- 2023 — Одна тень на двоих (режиссёр — Игорь Нурисламов)
- 2024 — Роковой подарок (режиссёр — Пётр Амелин)